# 332-я пехотная дивизия (вермахт)
332-я пехотная дивизия (нем. 332.Infanterie-Division) — тактическое соединение сухопутных войск вооружённых сил нацистской Германии периода Второй мировой войны. Создано в ходе 14-й волны формирования.

## Формирование и боевой путь
Образована 15 ноября 1940 в Гюстрове (2-й военный округ). С лета 1941 года в составе 7-й армии несла службу на полуострове Бретань. Зимой 1942/1943 охраняла северное побережье Франции в составе 15-й армии. Летом 1943 года переброшена на Восточный фронт под Харьков, в составе 4-й танковой армии участвовала в операции «Цитадель». В сентябре 1943 года под Полтавой разгромлена и уничтожена. Выжившие солдаты дивизии продолжили службу в 57-й и 255-й пехотных дивизий вермахта.

## Боевой состав
- 676-й пехотный полк
- 677-й пехотный полк
- 678-й пехотный полк
- 332-й артиллерийский полк
- 332-й сапёрный батальон
- 332-й противотанковый артиллерийский дивизион
- 332-й разведывательный батальон
- 332-й батальон связи
- 332-й батальон снабжения

## Командиры дивизии
- генерал-лейтенант Генрих Рекке (Heinrich Recke), с 14 ноября 1940 года.
- генерал-лейтенант Ганс Кессель (Hans Kessel), с 1 августа 1941 года.
- генерал пехоты Вальтер Мельцер (Walter Melzer), с 17 декабря 1942 года.
- генерал-лейтенант Ханс Шефер (Hans Schäfer), с 1 января 1943 года.
- генерал-майор Адольф Тровиц (Adolf Trowitz), с 5 июня 1943 года.